# Eupithecia cruentata
Eupithecia cruentata là một loài bướm đêm trong họ Geometridae.